# تحیه محمدکاظم
تحیه محمدکاظم (زاده ۱ مارس ۱۹۲۰ – درگذشته ۲۵ مارس ۱۹۹۲) همسر رئیس‌جمهور مصر، جمال عبدالناصر بود و تبار ایرانی داشت و پدرش، کاظم بغدادی یکی از کارمندان ایرانی ساکن در قاهره بود. تحیه از ۲۳ ژوئن ۱۹۵۶ میلادی تا ۲۸ سپتامبر ۱۹۷۰ میلادی، بانوی اول مصر بود که در سال ۱۹۴۴ میلادی با عبدالناصر ازدواج کرد. 
عبدالناصر، پیش از ازدواج، موافقت پدر خود و رهبر ایرانی‌های مصر را برای این ازدواج دریافت کرد.

## نگارخانه

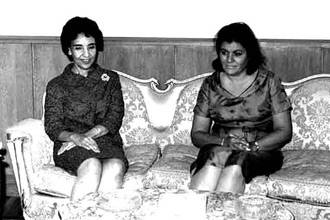
تحیه (سمت راست) به‌همراه ملکه فاطمه در لیبی
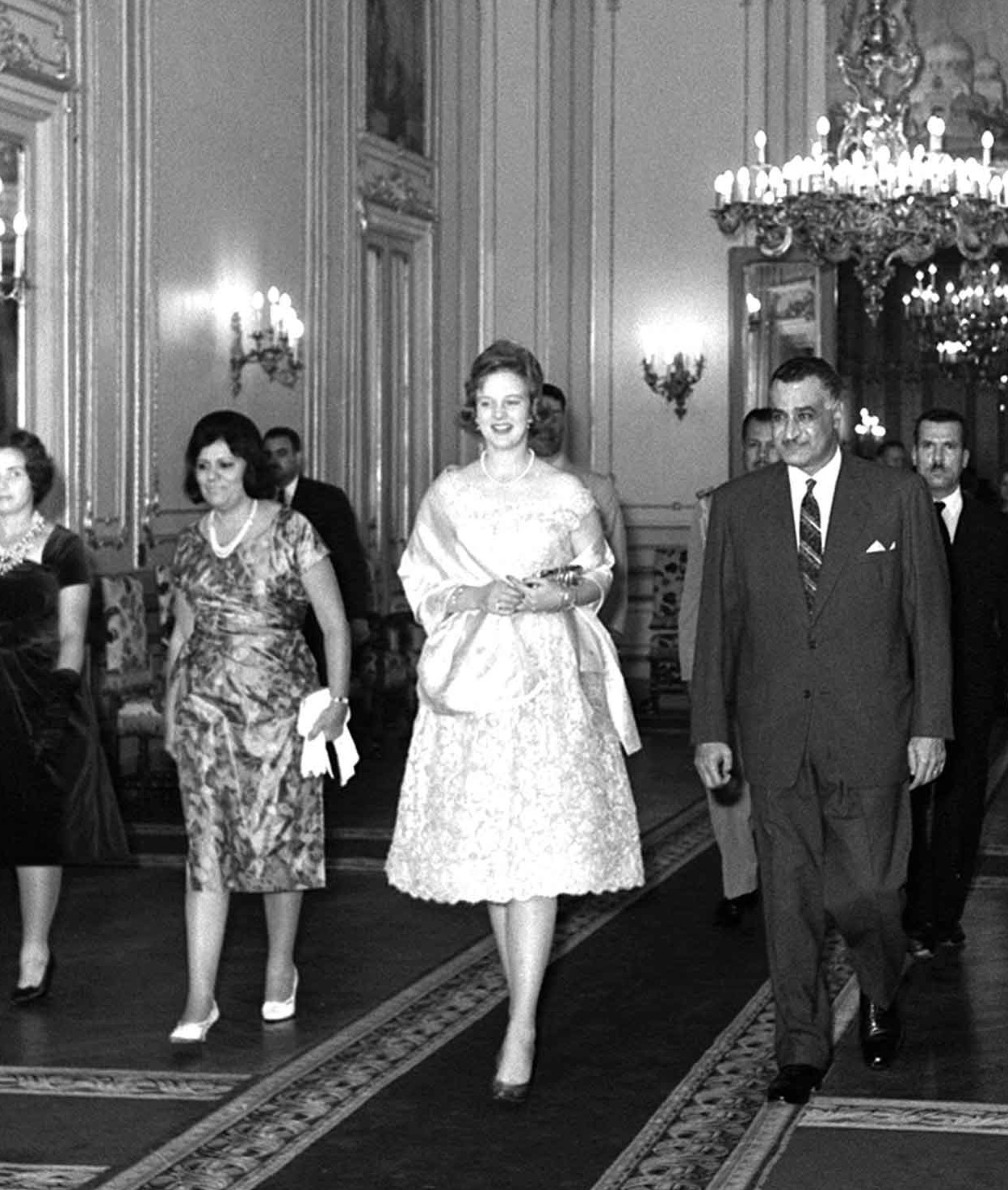
تحیه به‌همراه عبدالناصر در کنار ملکهٔ دانمارک در سال ۱۹۶۲ میلادی